# Grupo Desportivo Mirandês

O Grupo Desportivo Mirandês é um clube de futebol português sediado na cidade de Miranda do Douro, que milita atualmente na Divisão de Honra da Associação de Futebol de Bragança.

## História
O clube foi fundado em 1968 sendo João Castro o actual presidente, no cargo desde 2017, tendo sido re-eleito em Julho de 2020. 
Conta no seu historial com 4 títulos de Campeão da AF Bragança, e 3 Taças da AF Bragança, contando com 8 participações na Taça de Portugal, 3 na extinta na III Divisão e 2 no Campeonato de Portugal.

## Estádio
O seu estádio é o Estádio Municipal de Santa Luzia.

## Futebol

### Participações
1. ↑  https://www.jornalnordeste.com/noticia/joao-castro-mantem-se-na-lideranca-do-mirandes